# Diane Obomsawin
Diane Obomsawin (aussi connue sous le pseudonyme d’Obom) est une cinéaste d'animation, illustratrice, réalisatrice et autrice de bande dessinée abénaquise francophone.

## Biographie

### Vie privée
D'origine abénaquise, Diane Obomsawin est née à Montréal en 1959. Elle commence le dessin de façon autodidacte dès l’âge de onze ans.  Elle grandit entre le Québec et la France avant de revenir s’installer à Montréal en 1983. En 1995, elle commencer à étudier le cinéma d’animation à l'Université Concordia en tant qu’auditeur libre.

### Bande dessinée
C'est au milieu des années 1980, dans le fanzine Iceberg dans lequel elle signe sous les pseudonymes de Ringo la balafre et de Dumaurier Régulier, qu’Obomsawin fait ses débuts dans la bande-dessinée avec Les Aventures de Rosebif et À chier,,. Elle fait partie de la première vague de la bande dessinée underground au Québec.
On remarque par la suite sa participation au magazine d’humour et de bande dessinée Croc, au magazine Anormal, ainsi que par ses illustrations dans MTL, L’Actualité, Châtelaine, La Presse, Le Devoir,.
Elle fait paraitre une première bande dessinée, un recueil de rêves intitulé Plus tard, chez L'Oie de Cravan en 1997 après que l’éditeur Benoît Chaput ait remarqué ses dessins « Greta et Poutine » sur les napperons du restaurant La Paryse. Dix années passent avant qu’elle publie de nouveau à l’Oie de Cravan. En 2007 paraît Kaspar, une biographie adaptée de Kaspar Hauser Kaspac, le célèbre « orphelin de l’Europe », dont le triste destin a aussi inspiré Paul Verlaine, Werner Herzog et Françoise Dolto. Kaspar remporte le Grand prix de la Ville de Québec au Festival de bande dessinée francophone de Québec. Il est traduit en anglais par l’éditeur Drawn & Quarterly en 2009. L’année suivante, elle publie Pink Mimi drink, un second récit de rêves. En 2011, le microéditeur Colosse fait paraître un fac-similé d’À chier, un détournement parodique à tendance situationniste et oubapiste de la bande dessinée Archie de Dan DeCarlo. En 2014, Obomsawin publie J’aime les filles, dont le titre est une réappropriation de la chanson de Jacques Dutronc, qui recueille neuf témoignages des premières expériences homosexuelles des amies de l’écrivaine. Il remporte le Prix spécial du jury Bédélys. J’aime les filles est également traduit par Drawn & Quaterly, sous le titre On Loving Women.
Ses récits empreints « d’humour, d’humanité et de gravité » contiennent souvent des éléments autobiographiques.Son univers naïf onirique et minimaliste est peuplé de personnages anthropomorphes « aux lignes simples et aux couleurs vives ».

### Courts métrages et films d'animation
Depuis 1992, elle se distingue également par une production de courts métrages d’animation. Elle réalise des courts métrages d’animation à partir de 2000 pour le compte de l’Office national du film du Canada, dont The Worm (1999), The Coat (1999), Distances/Elbow Room (2002) et Ici par Ici (2007). écit autobiographique Ce dernier « raconte avec humour et lucidité les grandes étapes de son enfance, vécue entre Montréal et la France», et a reçu le prix du Meilleur film narratif au Festival international d'animation d'Ottawa, en plus d'être nommé au Prix Jutra du Meilleur film d’animation et Prix Génie du Meilleur court-métrage d’animation. En 2012, elle adapte Kaspar en cout-métrage, ainsi que J'aime les filles en 2016. Celui-ci est finaliste et lauréat pour de nombreux prix, il remporte le Grand Prix Nelvana du meilleur court métrage narratif indépendant au Festival international d'animation d'Ottawa et est finaliste au Festival du film Sundance, catégorie courts métrages,.
En 2008, le Festival international du film sur l’art de Montréal (FIFA) présente la première rétrospective sur Obomsawin. En 2011, elle est invitée par le symposium international d'art de Baie-Saint-Paul et y créé une animation en public. En collaboration avec le Musée national des Beaux-Arts du Québec (MNBAQ), La Société de Développement Commercial (SDC) Montcalm lui confie la 7e édition de Lumière sur l'art (2021) sur la rue Cartier avec la création d'œuvres sur lampadaires. Ses œuvres ont été présentées dans de nombreux festivals d’animation au Canada et à l’étranger.

## Œuvres

### Bandes dessinées
- À chier, insert du volume 2 numéro 2 de la revue Iceberg, automne 1991.
- Greta et Poutine, La Paryse, 1995.
- Plus tard, Montréal, L'Oie de Cravan, 2007 (1re éd. 1997), 59 p. (ISBN 978-2-922399-40-0)
- Kaspar, Montréal, L'Oie de Cravan, 2007, 78 p. (ISBN 978-2-922399-41-7)
  - Kaspar  (trad. Helge Dascher), Montréal, Drawn & Quaterly, 2009, 96 p. (ISBN 9781897299678)
- Pink Mimi drink, Montréal, L'Oie de Cravan, 2007, 87 p. (ISBN 9782922399615)
- À chier, fac-similé de l’édition de 1991, Colosse, 2011.
- Rey Rogors, Montréal, Mille putois, 2014
- J'aime les filles, Montréal, L'Oie de Cravan, 2014, 92 p. (ISBN 9782922399882)
  - On Loving Women  (trad. Heldge Dascher), Montréal, Drawn & Quaterly, 2014 (ISBN 9781770461406)
- À chier tome 2, Montréal, La mauvaise tête, 2016
- Les nuits agitées, Montréal, La mauvaise tête, 2017
- Le petit livre pour les géants, Varennes, Comme des géants, 2020 (ISBN 9782924332665)

#### Collectif
- Une affaire gigogne, Éd. Line Gamache, 1997

### Films d’animation
- 1992 - L'Abominable Microbe (un drame humain bien ordinaire)
- 1995 - Ma rencontre avec Marianne Faithful et un enfant orignal
- 1995 - Une lettre d'Australie
- 1996 - Canard à l'orange
- 1997 - Le 26 septembre à l'atelier
- 1999 - Understanding the Law: The Coat
- 1999 - Understanding the Law: The Worm
- 2002 - Distances / Elbow Room
- 2006 - Ici par ici
- 2009 - Vistas - Marche-dans-la-forêt
- 2012 - Kaspar (inspiré de la vie de Kaspar Hauser)
- 2013 - Machines
- 2013 -  Bande annonce pour le 50e anniversaire de la Cinémathèque québécoise
- 2014 - La Fôret
- 2016 - J'aime les filles

## Prix et honneurs
- 2000 : Meilleur film éducatif au Festival international du film d'animation d'Ottawa pour The Worm[15]
- 2001 : Meilleur film éducatif au World Animation Celebration de Los Angeles pour The Worm[15]
- 2006 : Meilleur film narratif au Festival international d'animation d'Ottawa pour Ici par ici[16]
- 2007 : Nomination au Prix Jutra du Meilleur film d’animation pour Ici par ici[17]
- 2008 : Nomination au Prix Génie du Meilleur court-métrage d’animation pour Ici par ici[17]
- 2008 : Grand prix de la Ville de Québec au FBDFQ pour Kaspar[6]
- 2008 : Meilleur livre en français au Gala Expozine pour Kaspar[15]
- 2013 : Prix Pégase d’argent à Animator en Pologne[7]
- 2014 : Sélection du comité Les libraires conseillent pour J’aime les filles[8]
- 2015 : Prix spécial du jury Bédélys pour J’aime les filles[8]

- 2016 : Prix Guy-L. Côté du meilleur film d'animation canadien pour J'aime les filles[8]
- 2016: Prix du meilleur film LGBT au Festival du court métrage de New York pour J'aime les filles[18]
- 2016 : Grand Prix Nelvana du meilleur court métrage narratif indépendant au Festival international d'animation d'Ottawa pour J'aime les filles[19]
- 2017 : Prix du public au festival de cinéma Alternativa à Barcelone[7]
- 2018 : Finaliste au Festival du film Sundance, catégorie courts métrages, pour J’aime les filles[18]
- 2021 : Prix du livre jeunesse de Montréal pour Le petit livre pour les géants[20]